# Убсунурская котловина
Убсуну́рская котлови́на (бассейн Убсу-Нур, тув. Успа-Холь, монг. Увс нуурын хотгор) — водный бассейн озера Убсу-Нур, самый северный крупный замкнутый водный бассейн в Центральной Азии. Территория бассейна входит в состав Монголии (район озера Убсу-Нур) и России (заповедник «Убсунурская котловина»). Является природоохранной зоной в обеих странах. Общая площадь объектов охраны природы в Убсунурской котловине составляет 1 068 853 га.

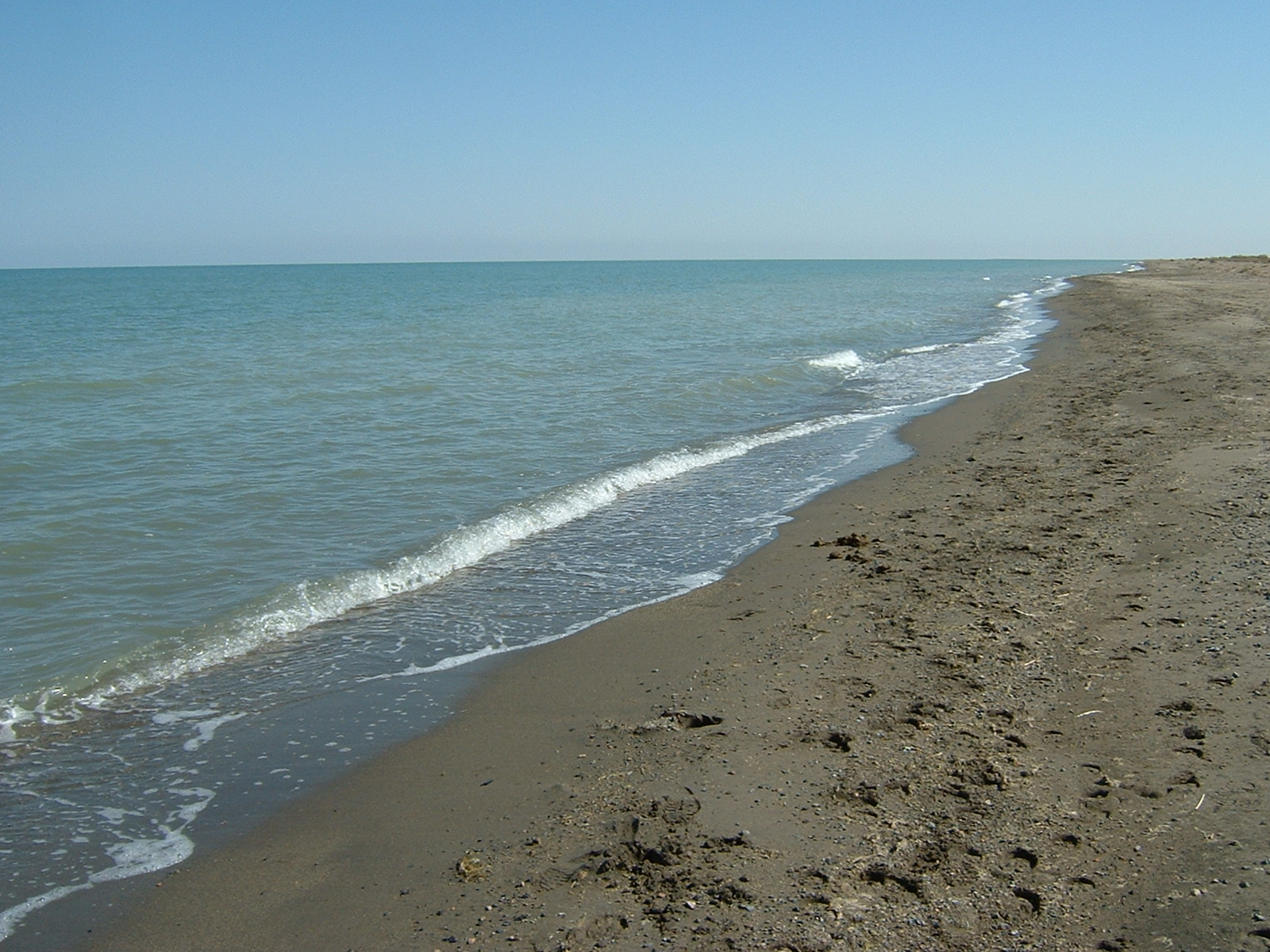
Озеро Убсу-Нур, находящееся в Убсунурской котловине

Убсунурская котловина представляет собой северную часть котловины Больших озёр, отделённую от её южной (бо́льшей) части относительно низким хребтом Хан-Хухийн-Нуруу (максимальная высота 2928 м над уровнем моря) и его западным продолжением — хребтом Тогтохын-Шил (максимальная высота 2357 м над уровнем моря).
Протяжённость Убсунурской котловины с севера на юг 160 км, с запада на восток 600 км.
Ранее Убсунурская котловина находилась целиком в составе Монголии, пока в 1932 году не было подписано соглашение между Монгольской Народной Республикой и Тувинской Народной Республикой, согласно которому северная часть Убсунурской котловины передавалась Туве. В 1944 году Тува вошла в состав СССР в качестве Тувинской автономной области, а 26 марта 1958 года было заключено соглашение о границе между Монголией и СССР, согласно которому при сохранении очертания общей границы, на ряде участков граница была уточнена. Среди наиболее значимых изменений были: в состав Монголии переданы территории северной части долины прежде пограничного участка реки Тес-Хем и её дельты; в результате изменения границы в районе озера Торе-Холь данный водоём (в период установления границ 1932 года он ещё отсутствовал на географических картах и проведённая по прямой государственная граница рассекла его произвольным образом) разделён на две части, юго-западная часть побережий и акватории отошла к Монголии. Впоследствии граница обеих стран была окончательно зафиксирована договором о советско-монгольской границе от 19 октября 1976 года.
В 2003 году принято решение о внесении бассейна Убсу-Нур в каталог Всемирного наследия ЮНЕСКО. Объект Всемирного наследия включает 12 участков — семь кластерных участков государственного заповедника «Убсунурская котловина» (Россия), четыре участка природного заповедника «Убсу-Нур» и заказник «Тес-Хем» (Монголия). Внесение его в Список основано на критериях II и IV (международное научное значение и сохранение высокого биологического и ландшафтного разнообразия).